# Hemonia mnonochroa
Hemonia mnonochroa är en fjärilsart som beskrevs av George Francis Hampson 1914. Hemonia mnonochroa ingår i släktet Hemonia och familjen björnspinnare. Inga underarter finns listade i Catalogue of Life.